# Трубкорот
Трубкоро́т, або і́глиця довгори́ла (Syngnathus typhle) — вид риб родини Іглицевих (Syngnathidae), ряд Іглицеподібних (Syngnathiformes).

## Характеристика

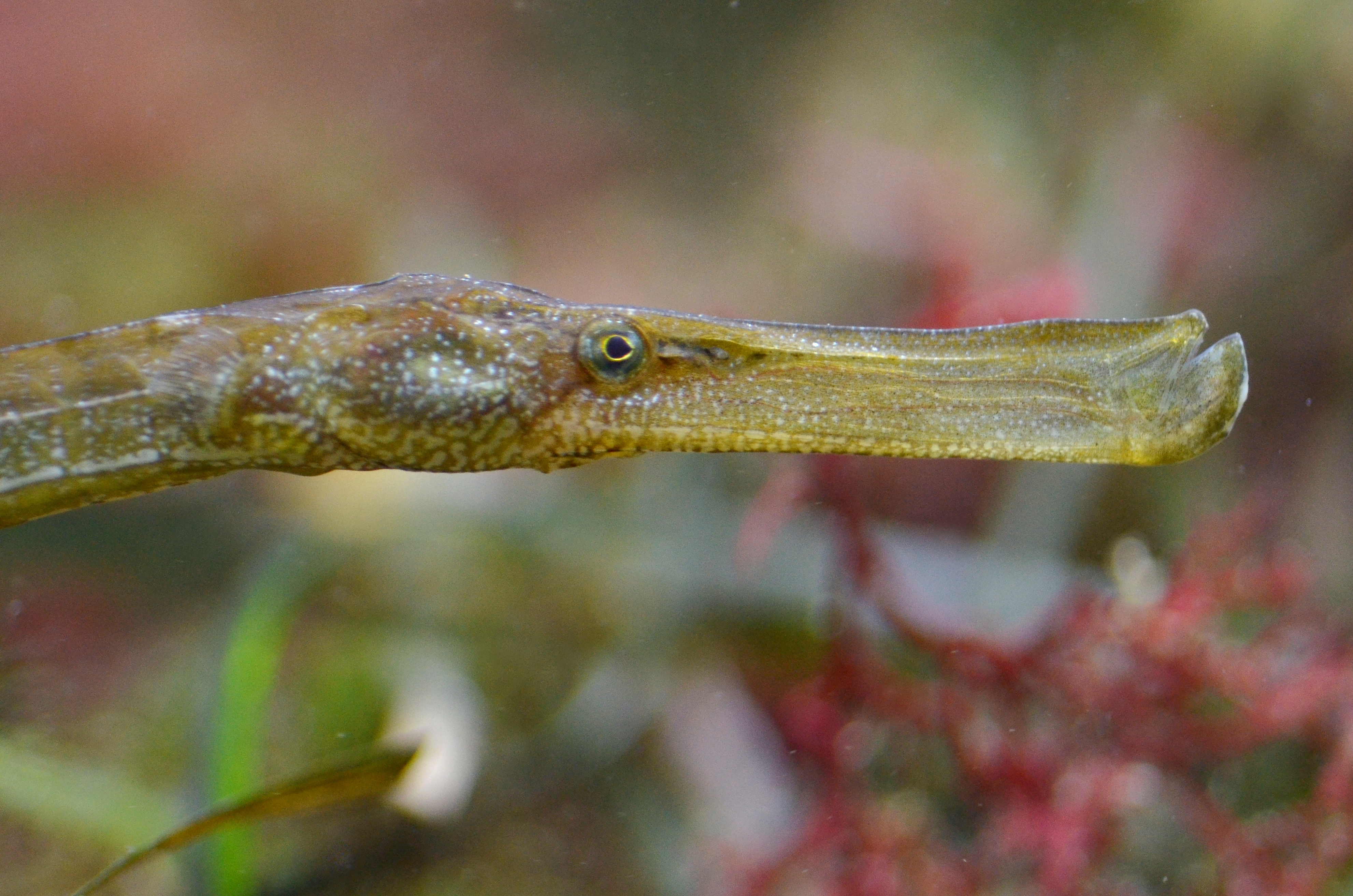
Рило трубкорота

Рило сильно стиснуто з боків, передній край хоботка закруглений. Хвостових кілець кісткового панцира 30-35. Анальний плавець практично редукований. Забарвлення тіла зелене або буровато-червоне з чорними плямами. Сягає 35,0 см довжиною. Тримається переважно в прибережних водах.

## Ареал
Ареал риби в північно-східній Атлантиці від Вардьо в Норвегії, Балтики та Британських островів до Марокко. У Балтійському морі заходить до Фінської затоки. Крім того природний ареал охоплює Середземне, Чорне і Азовське море.

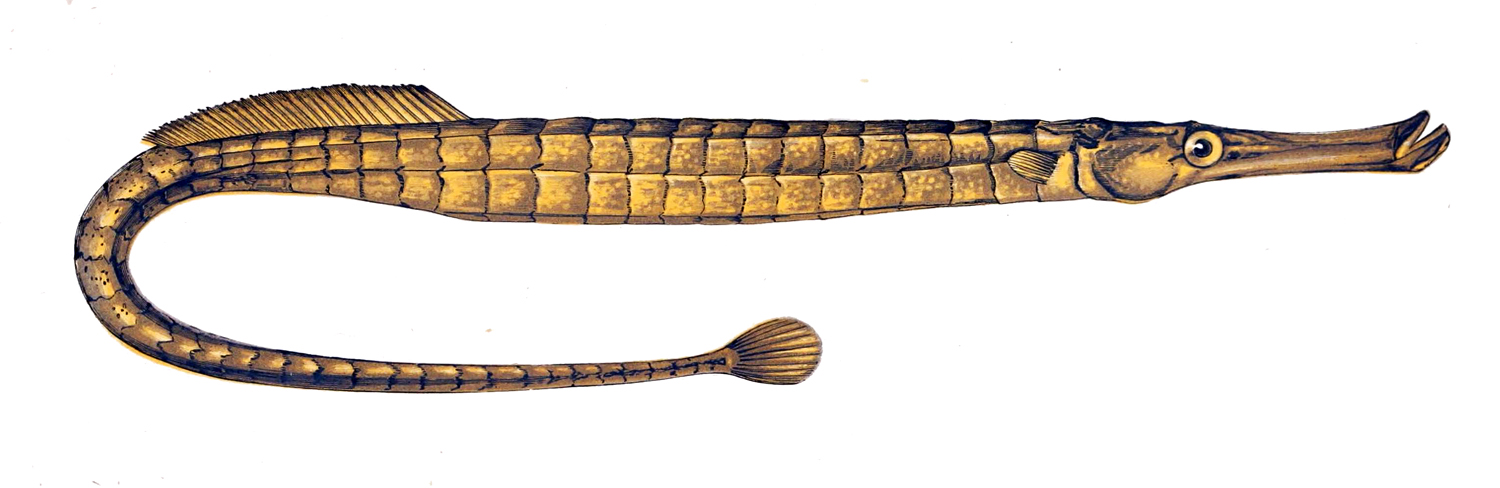
Малюнок трубкорота

## Охорона
На більшій частині ареалу стан природних популяцій виду залишається більш-менш стабільним. Саме тому він, згідно з Червоним списком МСОП, отримав охоронний статус «відносно благополучний вид». Але в окремих регіонах спостерігається тенденція до зниження чисельності популяції виду. Тому іглиця довгорила занесена до Червоної книги Чорного моря (охоронна категорія: вид, вразливий в українському секторі Чорного моря).